# Crapatalus
Crapatalus es un género de peces de la familia Leptoscopidae, del orden Perciformes. Este género marino fue descrito por primera vez en 1861 por Albert Günther.

## Especies
Especies reconocidas del género:
- Crapatalus angusticeps (F. W. Hutton, 1874)
- Crapatalus munroi Last & Edgar, 1987
- Crapatalus novaezelandiae Günther, 1861

### Lectura recomendada
- Hutton, F. W., 1874. Notes on some New Zealand fishes. Transactions and Proceedings of the New Zealand Institute. Vol. 6 (art. 21): 104-107, Pls. 18-19.
- Beentjes, P., B. Bull, R. J. Hurst i N. W. Bagley, 2002. Demersal fish assemblages along the continental shelf and upper slope of the east coast of the South Island, New Zealand. N. Z. J. Mar. Freshwat. Res. 36:197-223. Pàg. 205.
- Russell, B. C., 1996. Type specimens of New Zealand fishes described by Captain F. W. Hutton, F. R. S. (1836-1905). Journal of the Royal Society of New Zealand, v. 26 (núm. 2): 215-236.
- Romero, P., 2002. An etymological dictionary of taxonomy. Madrid (Espanya).
- Last, P. R., Scott, E. O. G. & Talbot, F. H., 1983. Fishes of Tasmania. Hobart: Tasmanian Fisheries Development Authority. 563 pp.